# بویا، جیبوتی
بویا، جیبوتی یک منطقهٔ مسکونی در جیبوتی است که در منطقه تاجوره واقع شده‌است.

## خصوصیات
بویا ۲۳۰ نفر جمعیت دارد و ۳۹۲ متر بالاتر از سطح دریا واقع شده‌است.